# Библиотека Сантьяго Северина
Библиотека Сантьяго Северина (исп. Biblioteca Santiago Severín) — публичная библиотека в Чили, расположенная в городе Вальпараисо.

## История
Библиотека была основана 27 февраля 1873 года по инициативе президента Федерико Эррасуриса Саньярту и министра народного просвещения Абдона Сифуэнтеса. Первоначально она носила название «Публичная библиотека Вальпараисо». В первые годы она располагалась во Дворце суда Вальпараисо, а с 1911 по 1919 год занимала здание на пересечении улиц Эдвардс и Индепенденсия. Однако это учреждение не имело необходимых характеристик для размещения библиотеки. К 1917 году объём фонда составлял более 30 000 экземпляров. Предприниматель Сантьяго Северин Эспина сделал пожертвование, которое позволило построить новое здание. В проекте принимали участие архитекторы Арнальдо Барисон и Ренато Скьявон, а также инженер Аугусто Гейгер. Новое здание было открыто 26 октября 1919 года, а библиотека получила имя Сантьяго Северина.
Указом № 919 от 1998 года здание библиотеки было объявлено национальным памятником.
Землетрясения в 1985 и 2010 годах нанесли зданию значительный ущерб. Было проведено две крупные реставрации. Библиотека вновь открылась в декабре 2011 года.

### Директора
| Годы                             | Директор                   |
| -------------------------------- | -------------------------- |
| Публичная библиотека Вальпараисо |                            |
| 1873–1888                        | Франсиско Хавьер Касанова  |
| 1888–1908                        | Агустин Иглесиас           |
| 1908–1920                        | Мануэль А. Кальво          |
| Библиотека Сантьяго Северина     |                            |
| 1920–1952                        | Роберто Эрнандес           |
| 1952-1972                        | Гильермо Гарнхам Лопес     |
| 1972–1976                        | Мануэль Сифуэнтес Арсе     |
| 1976–2006                        | Иоланда Сото Вергара       |
| 2006–2009                        | Ивет Оньяте Сид            |
| 2009–2011                        | Патрисия Лильо Монтесинос  |
| 2011–2012                        | Глэдис Кальдерон Наваррете |
| 2012 – настоящее время           | Карлос Карроса Санданьо    |